# Mômiers
Mômiers (franska för "hycklare") var i Schweiz vedernamnet på en från 1817 i Genève och kantonen Vaud framträdande pietistisk sekt.
Under inflytande av friherrinnan Barbara Juliane von Krüdener och engelska metodister uppstod en väckelse, vars anhängare trädde i skarp opposition mot den vid denna tid rationalistiskt färgade statskyrkan och, i början under hårda förföljelser från myndigheters och den övriga befolkningens sida, samlades till egna konventiklar. Bland rörelsens teologiska ledare eller främjare märks män sådana som Gaussen och Merle d'Aubigné med flera. Ur dessa kretsar framgick 1831 i Genève det så kallade Evangeliska sällskapet, och 1848 förenade sig de olika dissidentförsamlingarna till en fri evangelisk kyrka (Église libre), som sedermera bestått vid sidan av statskyrkan (Église nationale), men som 1883 söndrade sig i en friare och en strängare riktning.